# Bomba zapalająca 5 kg PuW
Bomba zapalająca 5 kg PuW – niemiecka bomba zapalająca wagomiaru 5 kg przeznaczona do zwalczania łatwopalnych budynków (składy paliw, magazyny, spichlerze). Około 1000 sztuk tych bomb zdobyto na opanowanym w czasie powstania wielkopolskiego poznańskim lotnisku Ławica i były następnie używane przez polskie Lotnictwo Wojskowe.
Bomba zapalająca 5 kg PuW miała pomalowany na czarno kroplowy korpus zakończony statecznikiem.. Bomba napełniana była ciekłą mieszaniną zapalającą składająca się z benzyny, parafiny i nafty. Przednia część korpusu była owinięta trzema warstwami nasmołowanego sznura, a wzdłuż osi korpusu rurka z masą rozpalającą (sprasowana mieszanina pyłu aluminium, żelaza i azotanu baru. Bomba uzbrajana była zapalnikiem głowicowym. Zapalnik był zabezpieczony wyjmowaną przed lotem zawleczką. Uzbrojenie zapalnika po zrzucie następowało pod wpływem siły odśrodkowej wirującej wokół osi podłużnej bomby (ruch wirowy osiągnięto dzięki odpowiedniemu kształtowi brzechw). Po upadku zapalnik powodował zapalenie sznura Bickforda biegnącego wzdłuż osi rurki z masą rozpalającą. Płomień palącego się sznura zapalał masę rozpalającą a po dojściu do końca rurki powodował detonację ładunku prochu czarnego rozrywającego skorupę bomby i rozrzucającego płonącą mieszaninę zapalającą, kawałki masy rozpalającej i odcinki palącego się nasmołowanego sznura.